# Idan Raichel

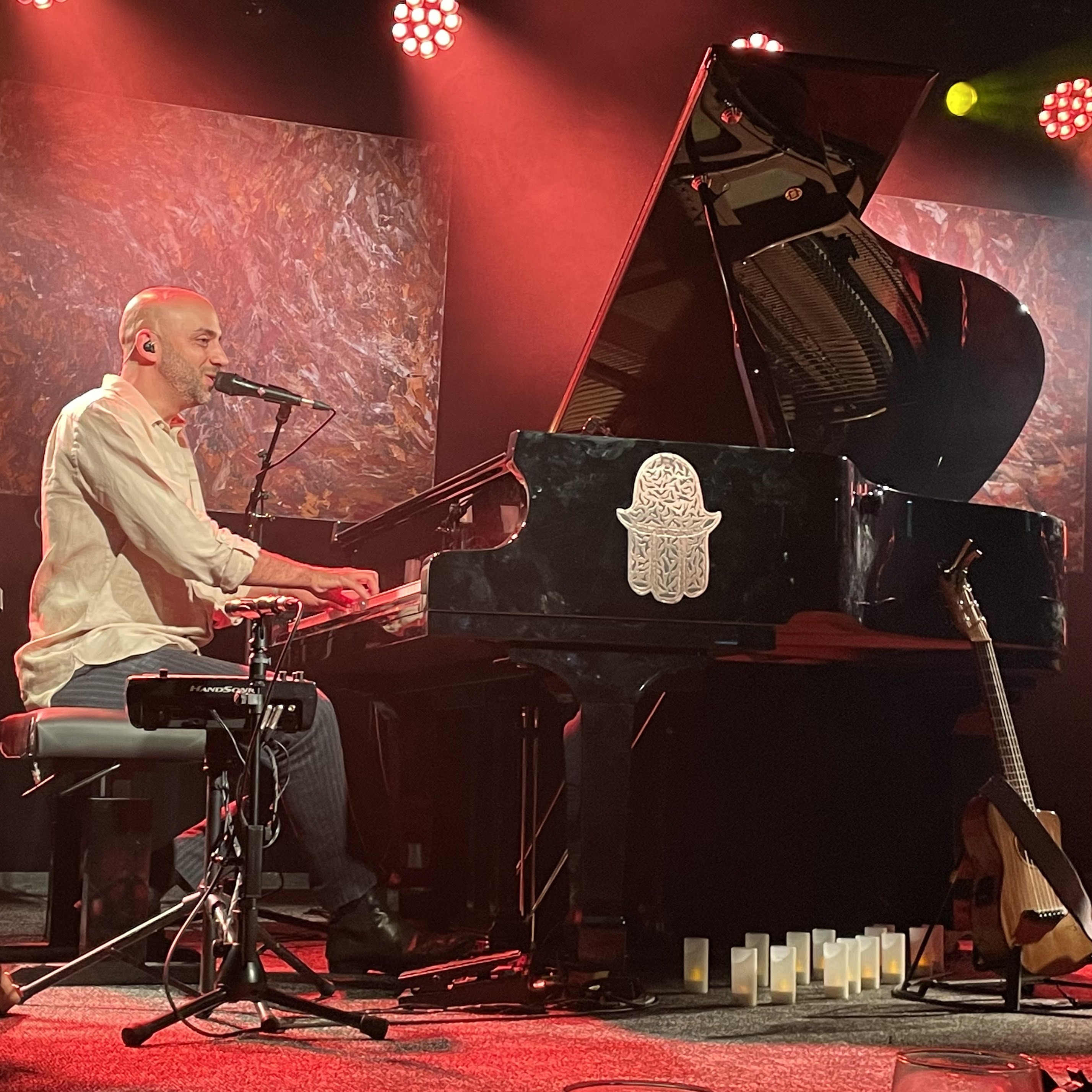
Idan Raichel (2021).

Idan Raichel är en israelisk artist född 12 september 1977 av ashkenasisk-judiska föräldrar. Grundare, låtskrivare och keyboardist i Idan Raichel Project som blivit en världssuccé.

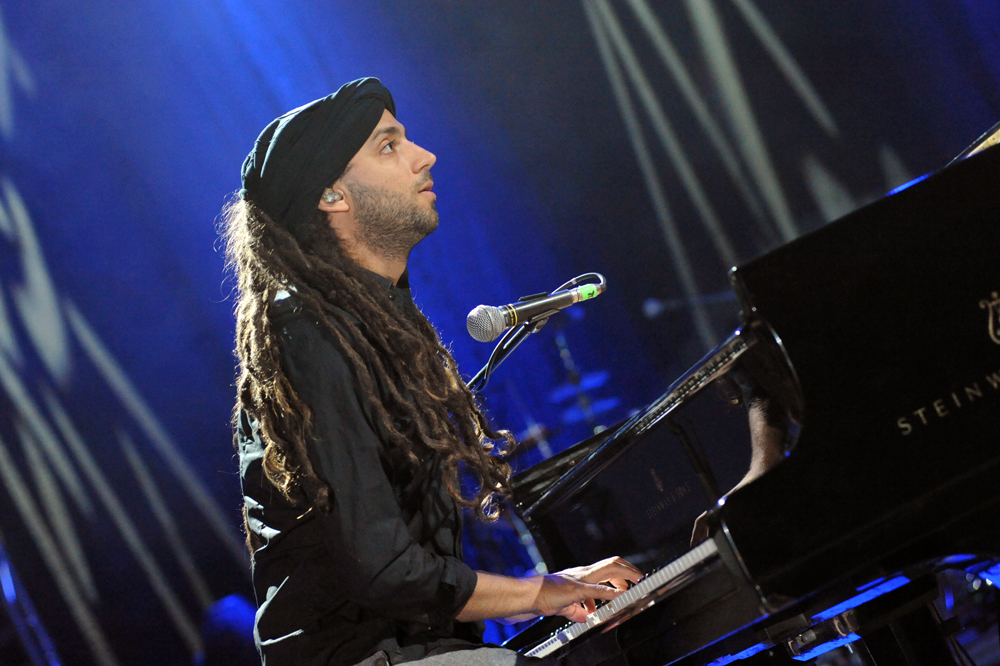
Konsert i Warszawa, september 2011.